# 平内応勝

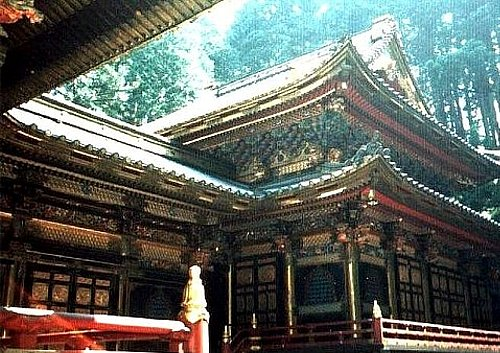
輪王寺大猷院霊廟

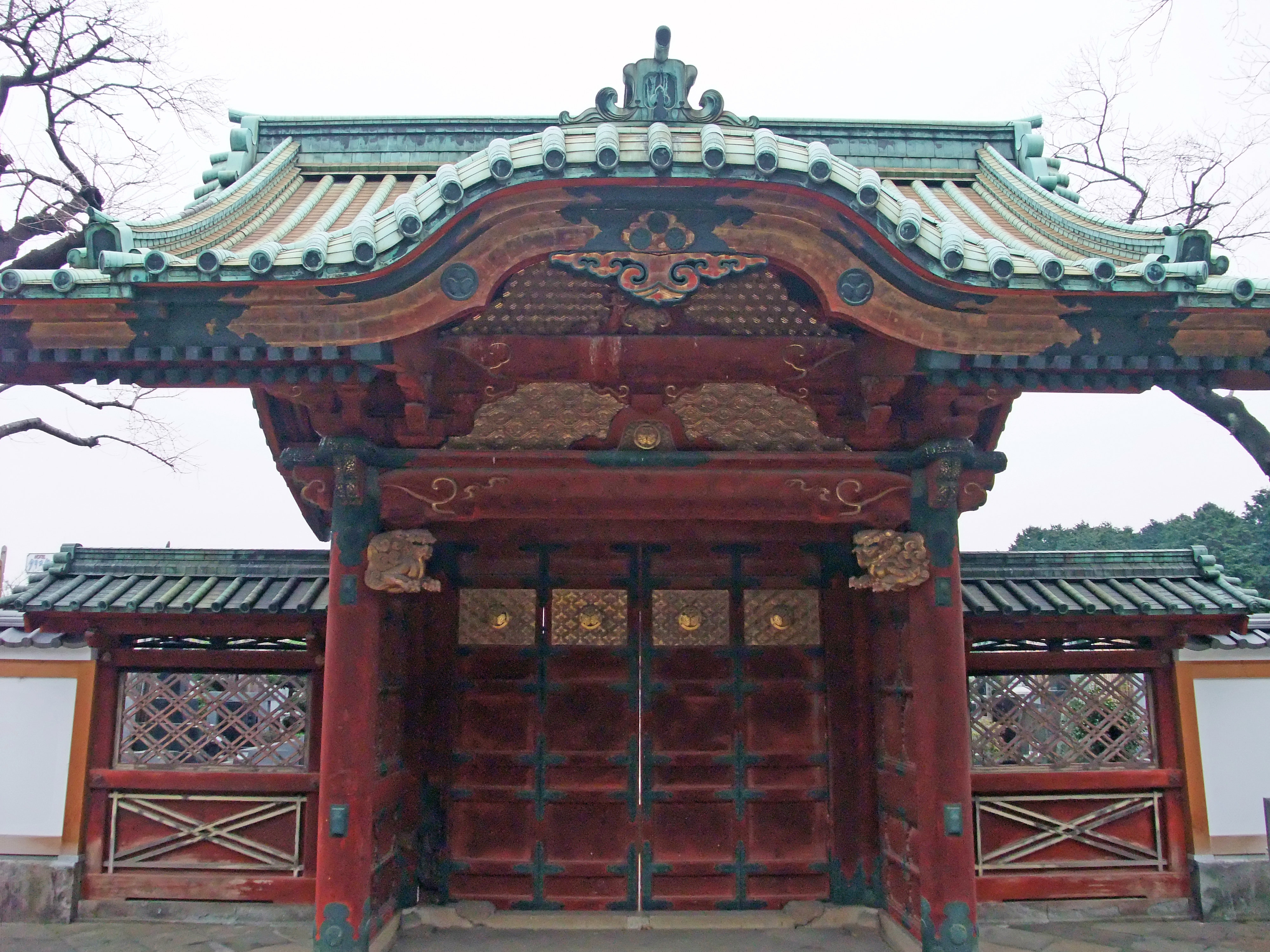
寛永寺厳有院霊廟勅額門

平内応勝または正勝（へいのうちまさかつ、1632年（寛永9年） - 1683年5月6日（天和3年4月10日））は、江戸時代前期の江戸幕府作事方大棟梁。大隅守。
幕末まで続く作事方大棟梁平内家二代目。父は平内政信（1583年-1645年）。
近世建築はこの頃最盛期を迎えたが寛文年間（1661年-1673年）以降、江戸幕府の財政は逼迫し作事方の仕事は激減。桃山建築の最期を飾った。

## 作品
- 1649年（慶安2年）輪王寺大猷院霊廟（世界遺産に登録された）
- 1681年（天和1年）寛永寺厳有院霊廟（旧国宝で東京大空襲により焼失した）